# Battaglia di Ljubar
La battaglia di Ljubar fu uno scontro combattuto tra esercito russo e polacco-lituano che ebbe luogo non lontano da Žytomyr tra il 14 e il 27 settembre 1660 durante la guerra russo-polacca del (1654–1667). Fu il primo scontro della campagna del 1660 a sud e si concluse con la vittoria dei polacchi. L'esercito russo si ritirò e venne successivamente distrutto nella battaglia di Čudniv.

## Antefatto
Nel luglio del 1660, lo zar Alessio I di Russia ordinò a Vasilij Šeremetev di riprendere la guerra contro i polacchi e di ricacciarli ad ovest riconquistando Leopoli e assicurandosi il territorio conteso dell'Ucraina.
Nel settembre del 1660, il comandante dell'esercito russo, Šeremetev, agendo sulla base dell'errata informazione che le forze polacche fossero in numero molto inferiore, decise di stanare il nemico e distruggerlo con le proprie forze 15 000 soldati russi e 35 000 alleati cosacchi). Il principale errore tattico di Šeremetev fu di avanzare sulla base di rapporti militari errati e senza un adeguato studio del territorio. In effetti i 7000 soldati polacchi comandati dal grande atamano Stanisław "Rewera" Potocki erano sì in numero inferiore rispetto ai russi, ma attendevano rinforzi per 12 000 uomini al comando dell'atamano Jerzy Sebastian Lubomirski di ritorno dalla Battaglia di Palonka dove aveva sconfitto i russi.
I comandanti polacchi Potocki e Lubomirski disponevano invece di migliori informazioni sul nemico (aiutati in questo dalla rete di spie di Ivan Vyhovs'kyj) e ben presto si resero conto dell'errore di valutazione di Šeremetev. Lo storico polacco Łossowski annotava che "mentre Šeremetev avanzava ciecamente, gli atamani polacchi sapevano quasi tutte le sue mosse in anticipo". Decisero quindi di rinforzarsi e poi di agire. Parte degli alleati cosacchi dei russi (circa 15 000 uomini sotto il comando di Timofej Cecura) rimasero con Šeremetev, altri invece (circa 20 000 sotto il comando di Jurij Chmel'nyc'kyj), secondo il piano di Šeremetev avrebbero avuto il compito di intercettare e sconfiggere l'esercito nemico e in particolare i tatari di Crimea sotto il comando di Safer Giray. Ad ogni modo, Chmel'nyc'kyj non riuscì a fermare i tatari e gran parte delle loro forze riuscirono a giungere sul posto a metà agosto. I tatari si scontrarono con le forze di Potocki il 1º settembre, e con quelle di Lubomirski il 7 settembre,
Le forze combinate polacche (senza contare i 12 000 tatari e i 1500 cosacchi di Vyhovs'kyj) si attestavano a 27 000 unità (inclusi 700 ussari alati, 8000 pancerni, 3500 cavalieri leggeri, 1500 raitar, 5000 dragoni e 10 000 fanti). Le truppe di Šeremetev (senza contare i 15 000 cosacchi al comando di Cecura) si attestavano a un totale di 18 000 uomini (inclusi 4500 cavalieri, 5500 raitar, 3500 dragoni, 3000 fanti mercenari e 1000 strelizzi).

## La battaglia
L'esercito russo venne colto di sorpresa presso Ljubar il 14 settembre e l'avanguardia di Šeremetev venne spazzata via in un sol colpo. Šeremetev, realizzò improvvisamente che la vittoria non sarebbe stata facile come aveva previsto e che era invece caduto in una trappola mortale. La superiorità numerica delle forze polacche e di quelle loro alleate, la mancanza di rifornimenti adeguati e una serie di piccole sconfitte di minore entità lo convinsero ben presto a fuggire dal campo il 26 settembre. In un primo momento il piano sembrò avere successo ma le forze polacche si scontrarono nuovamente con i russi presso il fiume Iber, distruggendo e catturando ulteriormente ciò che rimaneva dell'esercito zarista, compresi viveri e munizioni.

## Conseguenze
Le forze polacche si scontrarono nuovamente coi russi il 27 settembre presso Čudniv. Sheremetev ricevette rinforzi di minore entità per il proprio esercito. Ad ogni modo venne sconfitto nella successiva battaglia di Čudniv.